# 2次ドラフト (KBO)
韓国プロ野球の2次ドラフト（2차 드래프트）は、韓国野球委員会（KBO）が主催する2年ごとに開催されるプロ野球チーム間の公式な選手移籍制度である。

## 概要
メジャーリーグベースボール（MLB）のルール5ドラフトを模したものである。
9球団目のNCダイノスの創設により、新たな選手需給の方法を模索した結果、ドラフト会議（1次ドラフト）とフリーエージェント（FA）以外の別の獲得方法としてこの方法が採用され、2011年シーズン終了後の11月に初めて実施された。
毎年行われ主に高校や大学を卒業予定の選手を指名する新人ドラフトと違い、2次ドラフトはKBOの球団に所属している選手たちが対象となる。

## 選手選抜方法
2年ごとに11月末に開催する。

### 2012年～2020年
各球団は外国人選手と保留選手とFA申請選手及びその人的補償で移籍した選手を除いた40人の保護選手を2次ドラフト実施10日前までに確定し、KBOに通知する。リストは施行日に公開されて、選手の譲渡金は1ラウンド目の選手が3億、2ラウンド目が2億、3ラウンド目からは1億ウォンとなる。
当時は1軍ロースターに必ず上げなければならないという規定がないというのが、MLBのルール5ドラフトとは異なる点であった。
- 2011年11月：NCダイノスが創立され、最初に採用された。
- 2013年11月：創設されたばかりのKTウィズを含む全10球団を対象に実施。
- 2015年11月：3度目の実施。
- 2017年11月：4度目の実施。
- 2019年11月：5度目の実施。
- 2021年10月：廃止が決定。
- 2023年7月：2023年シーズン終了後の復活が決定[1]。

### 2024年～
各球団の保護選手が40人から35人に減らされ、下位3チームは最大5名指名可能、プロ入り3年目以下の選手は除外、譲渡金は1ラウンドが4億、2ラウンドが3億、3ラウンドが2億、4ラウンド以下は1億ウォンなど、2020年以前と比較して複数の変更点がある。
従来は上位ラウンドをパスした場合、残りのラウンド指名をできなかったが制度改訂により上位ラウンドパス後も次のラウンド指名が可能になった。
最大の変更点は登録義務の指定であり、1ラウンド指名選手は50日以上、2ラウンド指名選手は30日以上を1軍エントリーに義務登録しなければならない（3ラウンド以下の指名選手は義務登録対象ではない。またあくまでも登録が義務であり、試合出場までは強制できない）。
もし指名後2年以内に基準を満たしていない選手は元々の所属球団に復帰する権利が与えられ、当該選手や当時の所属球団が復帰を望まない場合は自由契約選手として公示される。また選手が元の所属球団に復帰する場合、譲渡金の50%を譲受球団に返還しなくてはならない。
- 2024年11月：6度目の実施。

## 各年度指名選手

### 2012年
| ラウンド | NC                  | ネクセン | ハンファ        | LG                  | 斗山              | KIA               | ロッテ          | SK                  | 三星            |
| -------- | ------------------- | -------- | --------------- | ------------------- | ----------------- | ----------------- | --------------- | ------------------- | --------------- |
| 1        | 趙平鎬 (前ネクセン) | 指名放棄 | 崔承煥 (前斗山) | 金一慶 (前ネクセン) | 呉長勳 (前ロッテ) | 李枓煥 (前斗山)   | 金成培 (前斗山) | 兪在雄 (前斗山)     | 申龍雲 (前起亜) |
| 2        | 李在學 (前斗山)     | 指名放棄 | 林翼晙 (前三星) | 尹晶右 (前起亜)     | 金剛 (前ハンファ) | 李炅録 (前三星)   | 朴健堣 (前LG)   | 呉洙昊 (前ロッテ)   | 朴根弘 (前起亜) |
| 3        | 呉正福 (前三星)     | 指名放棄 | 李禔澯 (前LG)   | 崔東秀 (前SK)       | 呉成玟 (前SK)     | 白世雄 (前ロッテ) | 指名放棄        | 金到賢 (前ネクセン) | 禹炳杰 (前起亜) |

また、以下の選手は新生チームの身分だったNCが3ラウンド後に追加指名した選手である。
| ラウンド | 前所属             | 名前     |          |
| -------- | ------------------ | -------- | -------- |
| 4        | KIAタイガース      | 鄭成哲   |          |
| 5        | 三星ライオンズ     | 尹榮三   |          |
| 6        | ネクセンヒーローズ | 許俊     |          |
| 7        | 三星ライオンズ     | 文需浩   |          |
| 8        | 指名放棄           | 指名放棄 | 指名放棄 |

### 2014年
| ラウンド | KT            | ハンファ        | KIA                 | NC              | SK                  | ロッテ              | ネクセン      | LG              | 斗山              | 三星            |
| -------- | ------------- | --------------- | ------------------- | --------------- | ------------------- | ------------------- | ------------- | --------------- | ----------------- | --------------- |
| 1        | 金宙院 (前SK) | 李東杰 (前三星) | 金泰英 (前斗山)     | 李惠踐 (前斗山) | 申縣哲 (前ネクセン) | 李如相 (前ハンファ) | 李相旼 (前NC) | 林載哲 (前斗山) | 許埈赫 (前SK)     | 李永旭 (前SK)   |
| 2        | 李允學 (前LG) | 李城鎭 (前LG)   | 金玟佑 (前ネクセン) | 金成桂 (前起亜) | 李廷談 (前ロッテ)   | 沈秀昌 (前ネクセン) | 姜知光 (前LG) | 李彰浩 (前NC)   | 崔英鎭 (前LG)     | 徐銅煥 (前斗山) |
| 3        | 金建局 (前NC) | 崔允碩 (前SK)   | 金濬 (前SK)         | 沈載倫 (前LG)   | 金大洧 (前ネクセン) | 指名放棄            | 尹榮三 (前NC) | 鄭奕鎭 (前斗山) | 梁鍾玟 (前ロッテ) | 車和俊 (前NC)   |

また、以下の選手は新生チームの身分だったKTが3ラウンド後に追加指名した選手である。
| 前所属               | 名前   |
| -------------------- | ------ |
| 三星ライオンズ       | 李俊珩 |
| 三星ライオンズ       | 金東旭 |
| ネクセン・ヒーローズ | 金知熱 |
| 三星ライオンズ       | 金永換 |
| 三星ライオンズ       | 愼鏞昇 |

### 2016年
| ラウンド | KT                | LG                  | ロッテ              | KIA                 | ハンファ            | SK                  | ネクセン        | NC                | 三星                | 斗山              |
| -------- | ----------------- | ------------------- | ------------------- | ------------------- | ------------------- | ------------------- | --------------- | ----------------- | ------------------- | ----------------- |
| 1        | 李晋暎 (前LG)     | 金泰亨 (前ネクセン) | 朴憲道 (前ネクセン) | 裵힘찬 (前ネクセン) | 張珉碩 (前斗山)     | 崔廷龍 (前三星)     | 金熊斌 (前SK)   | 尹壽浩 (前KT)     | 金應民 (前斗山)     | 朴晋佑 (前NC)     |
| 2        | 金淵訓 (前SK)     | 尹炯竣 (前NC)       | 金雄 (前LG)         | 尹晶右 (前LG)       | 車一木 (前起亜)     | 金正珉 (前ハンファ) | 梁賢 (前斗山)   | 金善奎 (前LG)     | 羅成容 (前LG)       | 林珍佑 (前三星)   |
| 3        | 李相和 (前ロッテ) | 尹粹康 (前KT)       | 梁형진 (前KT)       | 李允學 (前KT)       | 宋臣永 (前ネクセン) | 朴鍾旭 (前斗山)     | 金相訓 (前斗山) | 沈揆範 (前ロッテ) | 鄭光雲 (前ハンファ) | 鄭載勳 (前ロッテ) |

### 2018年
| ラウンド | KT                  | 三星            | ハンファ          | ネクセン | LG                  | SK                  | NC                  | ロッテ          | 斗山          | KIA           |
| -------- | ------------------- | --------------- | ----------------- | -------- | ------------------- | ------------------- | ------------------- | --------------- | ------------- | ------------- |
| 1        | 趙炫又 (前ロッテ)   | 李城坤 (前斗山) | 文棟煜 (前ロッテ) | 指名放棄 | 李眞䄷 (前SK)       | 姜知光 (前ネクセン) | 柳元相 (前LG)       | 高孝準 (前起亜) | 崔大成 (前KT) | 崔廷龍 (前SK) |
| 2        | 琴民鐡 (前ネクセン) | 孫周忍 (前LG)   | 白晋玗 (前LG)     | 指名放棄 | 張翅綸 (前ネクセン) | 金州温 (前三星)     | 金建兌 (前ネクセン) | 李柄奎 (前LG)   | 金到賢 (前SK) | 黄潤琥 (前NC) |
| 3        | 金龍珠 (前ハンファ) | 朴世雄 (前SK)   | 金志壽 (前ロッテ) | 指名放棄 | 申珉宰 (前斗山)     | 許道煥 (前ハンファ) | 朴晋佑 (前斗山)     | 呉賢擇 (前斗山) | 指名放棄      | 柳旻相 (前KT) |

### 2020年
| ラウンド | ロッテ        | ハンファ        | 三星          | KIA             | KT                | NC                | LG                  | SK                | キウム   | 斗山     |
| -------- | ------------- | --------------- | ------------- | --------------- | ----------------- | ----------------- | ------------------- | ----------------- | -------- | -------- |
| 1        | 崔珉宰 (前SK) | 李海昌 (前KT)   | 盧聖鎬 (前NC) | 卞視援 (前斗山) | 李輔根 (前キウム) | 姜東延 (前斗山)   | 白寅植 (前SK)       | 金勢玹 (前起亜)   | 指名放棄 | 指名放棄 |
| 2        | 指名放棄      | 鄭振浩 (前斗山) | 奉民浩 (前SK) | 指名放棄        | 金成勳 (前三星)   | 洪性民 (前ロッテ) | 鄭根宇 (前ハンファ) | 蔡泰仁 (前ロッテ) | 指名放棄 | 指名放棄 |
| 3        | 指名放棄      | 李顯鎬 (前斗山) | 指名放棄      | 指名放棄        | 指名放棄          | 金冀煥 (前三星)   | 金大洧 (前KT)       | 鄭修旼 (前NC)     | 指名放棄 | 指名放棄 |

### 2024年
| ラウンド | キウム         | ハンファ       | 三星              | ロッテ              | KIA             | 斗山          | NC              | SSG             | kt              | LG            |
| -------- | -------------- | -------------- | ----------------- | ------------------- | --------------- | ------------- | --------------- | --------------- | --------------- | ------------- |
| 1        | 崔周煥 (前SSG) | 李相圭 (前LG)  | 崔成勳 (前LG)     | 指名放棄            | 指名放棄        | 金起演 (前LG) | 指名放棄        | 朴戴瑥 (前NC)   | 禹奎珉 (前三星) | 指名放棄      |
| 2        | 呉析洲 (前LG)  | 指名放棄       | 梁賢 (前キウム)   | 呉先真 (前ハンファ) | 李炯範 (前斗山) | 指名放棄      | 宋承桓 (前斗山) | 指名放棄        | 李泰奎 (前起亜) | 指名放棄      |
| 3        | 指名放棄       | 裵玟曙 (前NC)  | 全炳佑 (前キウム) | 崔恒 (前SSG)        | 高明星 (前KT)   | 指名放棄      | 金宰閱 (前起亜) | 申範秀 (前起亜) | 金喆晧 (前NC)   | 李鐘濬 (前NC) |
| 4        | 曺晟熏 (前SSG) | 金江珉 (前SSG) | 指名放棄          | -                   | -               | -             | -               | -               | -               | -             |
| 5        | 指名放棄       | 指名放棄       | 指名放棄          | -                   | -               | -             | -               | -               | -               | -             |

## 廃止と復活
2021年10月26日、KBO理事会は、団長間の賛成多数により2次ドラフトの廃止を議決した。制度導入初期は新生チームだったNCダイノスとKTウィズの創設による戦力不均衡の解消に大きな役割を果たしたという評価を受けたが、「有望株ファームが活性化しているチームが不利になる」「特定のチームからの選手流出が多い」「補償金の額が高すぎる」「球団ごとの参加姿勢の差異」などの問題が存在することを廃止の理由に挙げている。
一方、韓国プロ野球選手協会は「2次ドラフトが、低年俸、低年次選手の権益向上および、機会をよく得られなかった選手に移籍を通じてさらに多くの機会を与えるという点で肯定的な役割をしたにもかかわらず、廃止された現実が残念だ」という声明を発表した。
同時に、シーズン終了後から「フューチャーズリーグFA制度」を施行することも発表したが、2022年、2023年の2年間で5名しか申請しなかったため廃止。保護選手の数や譲渡金などを変更して2次ドラフトが復活することになった。